# Zalew Słup
Zalew Słup (Zbiornik Wodny Słup, tzw. Jezioro Słup) – zbiornik retencyjny na Nysie Szalonej położony na Przedgórzu Sudeckim w województwie dolnośląskim, powiecie jaworskim, gminie Męcinka, 1 km na północny zachód od granic administracyjnych miasta Jawora.

## Historia

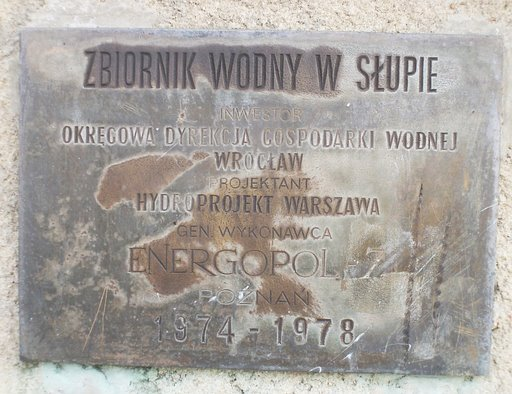
Tablica pamiątkowa na budynku technicznym zapory

Budowa zalewu o powierzchni 4,9 km² i pojemności 38,69 mln m³ została rozpoczęta po przygotowaniach trwających od 1968 r. na mocy uchwały Rady Ministrów nr 156/73 z dnia 6 lipca 1973 r. "o rozwoju przemysłu miedziowego", w której zakładano m.in. budowę wspólnego systemu zaopatrzenia w wodę pitną Legnicy i miast całego Legnicko-Głogowskiego Okręgu Miedziowego w oparciu o wodociąg magistralny bazujący na zasobach wód powierzchniowych zlewni Kaczawy, wyrównanych retencją zbiorników "Słup" na rzece Nysa Szalona oraz "Rzymówka" na rzece Kaczawa (zbiornik Rzymówka nigdy nie został wybudowany). Zadanie, ujęte w pierwszym etapie projektu nazwanego "Wielka Woda", zrealizowało poznańskie przedsiębiorstwo "Energopol-7" wraz z miejscowymi podwykonawcami w latach 1974-1978 według projektu warszawskiego "Hydroprojektu", zatapiając grunty wysiedlonych i zlikwidowanych wsi Brachów i Żarek poprzez przegrodzenie koryta Nysy Szalonej ziemno-betonową zaporą (proj. L.Sochacka) w miejscowości Słup o wysokości 21 m i długości 940 m, posiadającą 1 upust z zamknięciami oraz 1 bez zamknięć o upuście wody o przepustowości 505 m³/sekundę. 
Zbiornik zbudowano celem ochrony przeciwpowodziowej - regulacji przepływów Nysy Szalonej. Nie pełni on już funkcji zaopatrzenia ludności w wodę pitną.

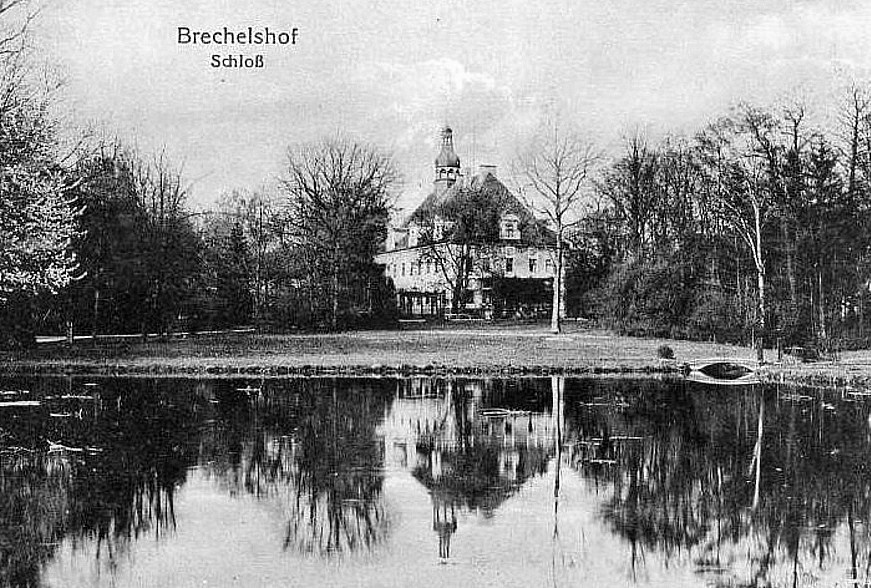
Pałac zalany wodami Nysy

### Zalane obiekty
Pod wodami zalewu znajduje się pałac, w którym rezydował czasowo feldmarszałek Blücher. Tu dowiedział się o nadciągających siłach francuskich i zaplanował bitwę nad Kaczawą (1813). W zalanej wsi Brachów znajduje się oryginalny obelisk upamiętniający bitwę. Jego replikę ustawiono w 1997 r. przy ulicy Starojaworskiej w Jaworze, w pobliżu dawnej stacji Brachów.

## Ekosystem

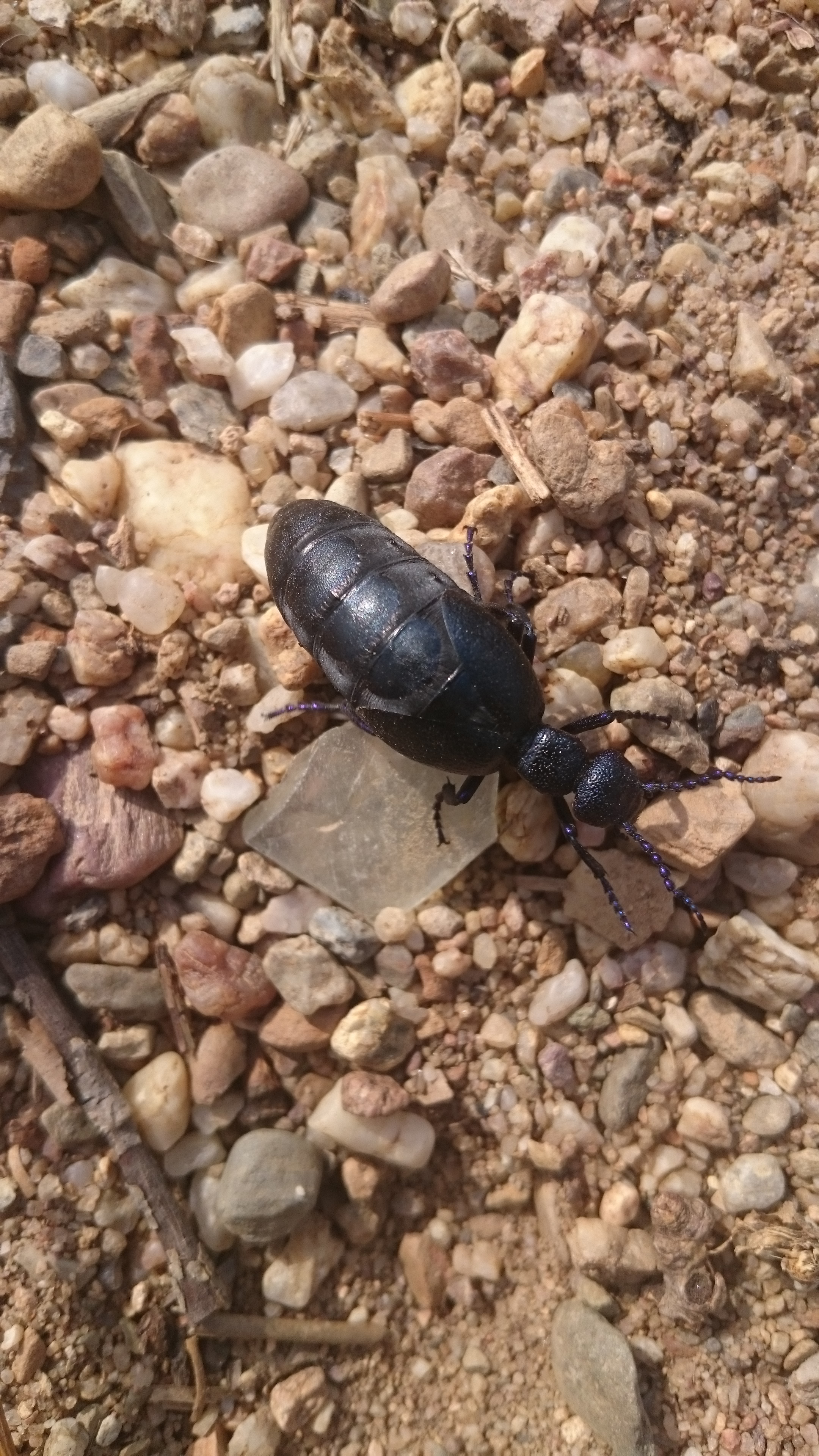
Oleica fioletowa na plaży zalewu

Kształtem i charakterem nabrzeża o piaszczysto-żwirowych plażach Zalew Słup przypomina jezioro polodowcowe. Długość linii brzegowej wynosi 19 km. Wody zbiornika, ze względu na pełnioną przezeń funkcję (rezerwuar wody pitnej dla Legnicy) są wyłączone z jakiegokolwiek wykorzystania rekreacyjnego, z wyjątkiem uprawiania wędkarstwa (wody PZW o/Legnica). Posiadają pierwszą klasę czystości, co sprzyja występowaniu tu 18 gatunków ryb, między innymi takich jak:amur biały, boleń, karaś, karp, leszcz, lin, okoń, płoć, pstrąg, sandacz, szczupak, ukleja i inne. Ponadto gnieździ się tu około 25, zaś w okresie przelotów nawet do 80 gatunków ptactwa wodnego, szczególnie w rejonie rozlewiska Nysy na południowych krańcach zalewu.

## Inne informacje
Wzdłuż północnego brzegu zbiornika poprowadzony jest szlak turystyczny PTTK:
- Szlak spacerowy sezonowy przystanek kolejowy KD Brachów - Zalew Słup – miejscowość Słup (łączna długość - ok. 5 km).

## Literatura
- Włodzimierz Kalski: Legnicka woda. Legnica: Śląski Dom Wydawniczy "Media & Press", 2002. ISBN 83-909733-3-2. Brak numerów stron w książce